# Собеский, Марек (воевода)
Марек Собеский герба Янина (пол. Marek Sobieski, 1549/1550 — 1605) — государственный, политический и военный деятель Речи Посполитой. Старший сын ротмистра Яна Собеского (ок. 1518—1564) и Катажины Гдешиньской, дед короля Яна III. Должности: придворный короля (1577), великий коронный хорунжий (с 1581 года), каштелян люблинский (около 1597), воевода люблинский (1598 г., возможно, с 1597 г.).

## Биография
Известен своими военными заслугами, пользовался в этом отношении доверием Стефана Батория. Марек Собеский был послом от Люблинского воеводства на сеймах 1592 и 1596 годов.
Был женат 2 раза.
- Первая жена — Ядвига Снопковская, дочь войского хелмского Якуба Снопковского и Анны Гербурт. Брак между 1575—1579 годами. Дети :
  - Якуб
  - Софья — жена воеводы подляшского Яна Водиньского
  - Александра Марианна — жена маршала великого литовского Кшиштофа Веселовского
  - Катажина — воеводы ленчицкого Станислава Радзиевского
  - Гризельда, 1-й муж — воевода дерптский Дажбог Карнковский, 2-й муж — кравчий коронный Ян Роздражевский
  - Анна — монахиня-бригиттка в Гродно.
- Вторая жена — Катажина Тенчинская (дочь белзкого воеводы Тенчинського Анджея (умер 1588 г.)[3])
  - Ян (умер в 1627 году).